# Aruna Shanbaug
Aruna Ramchandra Shanbaug (1 de junho de 1948 – 18 de maio de 2015) foi uma enfermeira indiana.
Aruna se tornou o centro de um debate jurídico sobre eutanásia na Índia após passar mais de 41 anos em estado vegetativo, em consequência de um estupro.
Em 1973, enquanto trabalhava como enfermeira júnior no Hospital King Edward Memorial, em Mumbai, Aruna foi vítima de um estupro cometido por um faxineiro do hospital. Desde então, permaneceu em estado vegetativo. Em 24 de janeiro de 2011, após 37 anos nessa condição, a jornalista Pinki Virani entrou com um pedido de eutanásia em nome de Aruna no Supremo Tribunal da Índia. O tribunal estabeleceu um painel médico para avaliar o caso e, em 7 de março de 2011, rejeitou o pedido. Contudo, em uma decisão histórica, o tribunal permitiu a prática de eutanásia passiva na Índia.
Aruna faleceu em 18 de maio de 2015, devido a uma pneumonia, após viver quase 42 anos em estado vegetativo.

## Biografia
Aruna nasceu em 1948, em uma família brâmane concani, na vila de Haldipur, distrito de Uttar Kannada, no estado de Karnataka, na Índia. Trabalhava como enfermeira no Hospital King Edward Memorial (KEM), em Mumbai. Na época do ataque, Aruna estava noiva de um médico que também trabalhava no mesmo hospital.

## O ataque
Em 27 de novembro de 1973, Aruna, então com 25 anos, foi vítima de um estupro cometido por um faxineiro terceirizado do Hospital King Edward Memorial. O ataque aconteceu enquanto ela trocava de roupa no porão do hospital. O agressor a estrangulou com uma coleira e a violentou. A falta de oxigenação no cérebro causou uma contusão no tronco cerebral, lesão na medula cervical e cegueira cortical. Aruna foi encontrada na manhã seguinte, às 7h45, por uma funcionária da limpeza.

## O agressor
Sohanlal Bhartha Valmiki foi preso e condenado por agressão e roubo, cumprindo duas penas simultâneas de sete anos, sendo libertado em 1980. No entanto, ele não foi condenado por estupro, abuso sexual ou por ofensa sexual considerada antinatural, esta última passível de prisão perpétua.
A jornalista e ativista dos direitos humanos Pinki Virani tentou localizar Sohanlal. Ela acredita que, após sair da prisão, ele mudou de nome, continuou trabalhando em um hospital em Déli e, como nem o Hospital King Edward Memorial, nem o tribunal que o julgou mantinham uma foto dele nos arquivos, a busca de Virani foi infrutífera. Outros relatos indicavam que ele havia falecido, possivelmente em decorrência de AIDS ou tuberculose.
Entretanto, pouco depois da morte de Aruna ser anunciada, Sohanlal foi localizado por Dnyanesh Chavan, jornalista do jornal marata Sakal, no vilarejo de Parpa, no oeste de Uttar Pradesh, onde vivia na casa de seu sogro. Ele ainda estava vivo, casado, com filhos e trabalhando como operário e faxineiro em uma usina de energia. Após ser solto da prisão, ele retornou à sua vila natal, Dadupur, antes de se mudar para Parpa no final da década de 1980.
Quando entrevistado, Sohanlal apresentou sua versão do ataque, afirmando que foi cometido em um "momento de raiva" e que não se lembrava claramente do que havia acontecido ou da data exata do incidente. Ele negou ter estuprado Aruna e alegou que "deve ter sido outra pessoa". Na época, como faxineiro do hospital, ele tinha uma relação conflituosa com Aruna, que era sua superior. Ele afirmou que houve "uma discussão e uma briga física" quando Aruna recusou sua solicitação de licença para visitar sua sogra doente e ameaçou denunciá-lo por negligência no trabalho.
Desde então, Sohanlal perdeu o emprego, e seus próprios filhos o deserdaram ao descobrir a verdade sobre o caso.

## Greve das enfermeiras
Após o ataque a Aruna, enfermeiras em Mumbai realizaram uma greve, exigindo melhores condições para Shanbaug e melhorias nas condições de trabalho para elas mesmas.
Na década de 1980, a Corporação Municipal da Grande Mumbai (BMC) tentou, por duas vezes, transferir Aruna do Hospital King Edward Memorial (KEM), com o objetivo de liberar o leito que ela ocupava havia sete anos. No entanto, as enfermeiras do KEM organizaram um protesto, e a BMC acabou desistindo do plano.

## Suprema Corte
Aruna Shanbaug permaneceu em estado vegetativo de 1973 até sua morte, em 2015. Em 17 de dezembro de 2010, o Supremo Tribunal da Índia, ao admitir o pedido de eutanásia feito pela ativista e jornalista Pinki Virani, solicitou um relatório sobre a condição médica de Aruna ao hospital em Mumbai e ao governo de Maharashtra. Em 24 de janeiro de 2011, foi formado um painel médico de três membros, seguindo a determinação do tribunal. Após examinar Aruna, o painel concluiu que ela atendia "a maioria dos critérios para estar em um estado vegetativo permanente".
Em 7 de março de 2011, o Supremo Tribunal, em uma decisão histórica, estabeleceu diretrizes gerais que legalizavam a eutanásia passiva na Índia. Essas diretrizes previam que a decisão de interromper tratamentos, nutrição ou hidratação deveria ser tomada por pais, cônjuge ou outros parentes próximos. Na ausência deles, a decisão poderia ser tomada por um "amigo próximo", mas sempre com a aprovação judicial.
No julgamento, o tribunal recusou reconhecer Pinki Virani como a "amiga próxima" de Aruna Shanbaug e, em vez disso, considerou a equipe do hospital King Edward Memorial (KEM) como os verdadeiros "amigos próximos" del:
| “ | Não queremos diminuir ou desmerecer o que a Sra. Pinki Virani fez. Pelo contrário, desejamos expressar nossa admiração pelo extraordinário espírito social que ela demonstrou. Vimos na internet que ela tem defendido diversas causas sociais, e a temos em alta consideração. Tudo o que queremos dizer é que, por maior que seja o interesse dela por Aruna Shanbaug, ele não se compara ao envolvimento da equipe do hospital KEM, que cuidou de Aruna dia e noite ao longo de 38 anos. | ” |

Como a equipe do hospital KEM desejava que Aruna Shanbaug continuasse viva, o pedido de Pinki Virani para interromper o suporte vital foi negado. No entanto, o tribunal determinou que a equipe do hospital KEM, com a aprovação do Tribunal Superior de Mumbai, teria a opção de retirar o suporte vital caso mudasse de opinião: 
| “ | No entanto, caso a equipe do hospital KEM, em algum momento no futuro, mude de opinião, entendemos que, nessa situação, o hospital deverá solicitar a aprovação do Tribunal Superior de Bombay para retirar o suporte vital. | ” |

Em 25 de fevereiro de 2014, durante a análise de um Pedido de Interesse Público (PIL) apresentado pela ONG Common Cause, um painel de três juízes do Supremo Tribunal da Índia afirmou que a decisão anterior no caso de Aruna Shanbaug se baseava em uma interpretação equivocada da decisão do Banco Constitucional no caso Gian Kaur v. Estado de Punjab. O tribunal também concluiu que a decisão era internamente inconsistente, já que, embora afirmasse que a eutanásia só poderia ser permitida por meio de uma lei aprovada pelo legislativo, também estabeleceu diretrizes judiciais para a prática da eutanásia. A questão foi então encaminhada a um Banco Constitucional maior para resolução.
O tribunal declarou:  
| “ | Diante das opiniões inconsistentes apresentadas no caso de Aruna Shanbaug e considerando a importância da questão jurídica envolvida, que precisa ser analisada sob as perspectivas social, legal, médica e constitucional, torna-se extremamente importante que haja uma definição clara da lei. Assim, em nossa opinião fundamentada, a questão jurídica em pauta exige uma análise cuidadosa por parte de um Banco Constitucional desta Corte, em benefício de toda a humanidade. | ” |

### Resposta
Após a decisão do Supremo Tribunal rejeitando o pedido, a equipe de enfermagem do hospital, que havia se oposto à petição e cuidava de Aruna desde que ela entrou em estado vegetativo, distribuiu doces e cortou um bolo para celebrar o que chamaram de "renascimento" dela. Uma enfermeira sênior do hospital comentou: "Temos que cuidar dela como se fosse uma criança pequena em casa. Ela apenas envelhece como qualquer um de nós e não causa problemas. Revezamos para cuidar dela e adoramos fazê-lo. Como alguém pode pensar em tirar a vida dela?"
A advogada de Pinki Virani, Shubhangi Tulli, decidiu não apresentar recurso, dizendo que "a decisão dos dois juízes foi final até que o Supremo Tribunal decidisse formar um painel maior para reavaliar a questão". Pinki Virani afirmou: 
| “ | Por causa dessa mulher que nunca recebeu justiça, nenhuma outra pessoa em situação semelhante terá que sofrer por mais de três décadas e meia. | ” |

## Morte
Alguns dias antes de sua morte, Aruna foi diagnosticada com pneumonia. Ela foi levada para a Unidade de Tratamento Intensivo do hospital e colocada num respirador. Aruna morreu na manhã de 18 de maio de 2015, aos 66 anos, no Hospital King Edward Memorial. Seu funeral ficou aos cuidados da equipe de enfermagem e de outros membros da equipe que cuidaram dela.